# Île Wilczek
L'Île Wilczek (en russe : Остров Вильчека, Ostrov Vil'cheka) est une île de la terre François-Joseph. Il ne faut pas la confondre avec la Terre de Wilczek située dans le même archipel.

## Géographie
Au sud de l'archipel et à 3 km au sud-ouest de l'île Salm dont elle est séparée par le détroit de Murmanez (пролив Мурманец), elle s'étend sur une longueur de 11,5 km et une largeur de 9,8 km. Son point culminant mesure 187 m d'altitude. Elle est entièrement recouverte par une calotte glaciaire à l'exception  d'un petit plateau composé de roches magmatiques. 

## Histoire
C'est la première île de l'archipel découverte par Julius von Payer et Karl Weyprecht le 1er novembre 1873. Un des membres de l'expédition, Otto Krisch, y est inhumé. Payer y laisse un cairn avec une bouteille contenant un message sur sa découverte, bouteille qui est retrouvée le 5 août 1991 par Arved Fuchs. Le document est aujourd'hui conservé au Deutsches Schiffahrtsmuseum de Bremerhaven. 
Elle a été nommée en l'honneur du comte Johann Nepomuk Wilczek, un des financiers de l'expédition Payer.